# Rocco Cattaneo
Rocco Nicola Luigi Cattaneo, né le 6 décembre 1958 à Lugano (originaire de Monteceneri), est une personnalité politique suisse du canton du Tessin, membre du Parti libéral-radical (PLR), un entrepreneur et un dirigeant cycliste et ancien coureur cycliste suisse.
Il préside l'Union européenne de cyclisme de fin 2017 à début 2021 et siège au Conseil national à partir de novembre 2017.

## Biographie
Rocco Cattaneo naît le 6 décembre 1958 à Lugano. Il est originaire d'une autre commune du même district tessinois, Monteceneri.
Il est marié et père de trois filles.
Son père a fait ériger la chapelle Santa Maria degli Angeli (de), conçue par Mario Botta, en mémoire de sa jeune femme.

### Carrière sportive
En 1976, Rocco Cattaneo devient champion de Suisse sur route juniors (moins de 19 ans). En 1981, il remporte une étape du Giro della Valsesia et en 1985 une étape du Grand Prix Guillaume Tell. En 1986, il participe au Tour d'Italie qu'il termine au 30e rang. L'année suivante, il est cinquième du Tour de Suisse. Durant sa carrière, il prend part deux fois au Tour d'Italie, il participe également au Tour de Suisse et est quatre fois sélectionné aux championnats du monde. En 1994, il met un terme à sa carrière professionnelle.
Après sa carrière, il continue à pratiquer le cyclisme. En 2017, il gagne le Marathon des Dolomites dans sa classe d'âge.

### Carrière d'entrepreneur
Rocco Cattaneo reprend la société City Carburoil SA, créée par son père Egidio. Basée à Monteceneri, elle emploie 300 personnes et exploite des stations-service et des aires de repos sur les autoroutes. Cattaneo est également président du Monte Tamaro SA qui gère les infrastructures du Monte Tamaro et est le propriétaire du parc aquatique Splash & Spa Tamaro.

### Carrière politique
Cattaneo a siégé pendant trois périodes législatives au Conseil communal (législatif) de sa ville natale de Bironico. Il a été président du Parti libéral-radical du canton du Tessin de 2012 à 2017.
Il est l'un des auteurs de l'initiative populaire « Pour la promotion des voies cyclables et des chemins et sentiers pédestres (initiative vélo) »,.
Il accède au Conseil national le 27 novembre 2017 après l’élection d'Ignazio Cassis au Conseil fédéral. Il est réélu en octobre 2019 avec le deuxième meilleur score du canton. Il annonce en juin 2023 ne pas se présenter pour un troisième mandat aux élections fédérales d'octobre 2023.

### Mandat sportif
Cattaneo est membre de la Fédération suisse de cyclisme de 1989 à 1994, puis de 2001 à 2003. Il est président du Comité d'organisation des championnats du monde de cyclisme sur route 1996 à Lugano et des championnats du monde de VTT marathon 2003. En mars 2013, il est élu vice-président de l'UEC, après avoir été membre de son conseil d'administration de 2005 à 2013. Depuis 2006, il est vice-président du Centre mondial du cyclisme à Aigle[réf. nécessaire].
En septembre 2017, il est élu président intérimaire de l'Union européenne de cyclisme lors d'une session extraordinaire après que son prédécesseur, David Lappartient, a été nommé président de l'Union Cycliste Internationale. Le 11 mars 2018, il est élu par acclamation à la présidence de l'Union européenne de cyclisme pour un mandat de trois ans. Le 6 mars 2021, Enrico Della Casa lui succède.

## Palmarès
- 1976
  -  Champion de Suisse sur route juniors
- 1981
  - 3e étape du Giro della Valsesia
  - 3e du Giro della Valsesia
- 1985
  - 2e étape du Grand Prix Guillaume Tell
  - 3e du championnat de Suisse de course de côte
- 1987
  - 5e du Tour de Suisse
- 1994
  - 3e du championnat de Suisse sur route

### Résultats sur les grands tours

#### Tour d'Italie
- 1986 : 30e
- 1987 : abandon

## Distinction
- Mendrisio d'argent : 1976